# Играта на играчките
Играта на играчките (на английски: Toy Story) е американски анимационен приключенски комедиен филм от 1995 г., продуциран от Пиксар Анимейшън Студиос за Уолт Дисни Пикчърс. Това е първият филм от франчайза Играта на играчките и първият пълнометражен филм, създаден изцяло с компютърна анимация, както и първият пълнометражен филм на Пиксар. Режисиран от Джон Ласитър, по сценарий на Джос Уидън, Андрю Стантън, Джоел Коен и Алек Соколов, базиран на история от Ласитър, Стантън, Пийт Доктър и Джо Ранфт, продуциран от Бони Арнолд и Ралф Гугенхайм, филмът е озвучен от Том Ханкс, Тим Алън, Ани Потс, Джон Раценбъргър, Дон Рикълс, Уолъс Шон и Джим Варни.
Действието се развива в свят, в който играчките оживяват, когато хората не са наоколо. Сюжетът се съсредоточава върху отношенията между старомодното каубойско дърпано човече Уди и модерната екшън фигура на космически кадет — Баз Светлинна година, като Уди започва да изпитва ревност към Баз, след като той се превръща в любимата играчка на собственика им Анди.
След успеха на късометражния филм Ламаринено човече от 1988 г., Дисни се обръща към Пиксар с предложение да създадат пълнометражен компютърно анимационен филм, разказан от гледната точка на малка играчка. Ласитър, Стантън и Доктър пишат първоначални версии на историята, които обаче Дисни отхвърля, настоявайки филмът да има по-„остър“ тон. След няколко неуспешни сториборда продукцията спира, а сценарият се пренаписва, за да отрази по-точно тона и темата, към които Пиксар се стреми: „играчките силно желаят децата да играят с тях, и... това желание движи техните надежди, страхове и действия“. Студиото, което тогава се състои от сравнително малък екип, създава Играта на играчките при ограничен бюджет.
Играта на играчките има премиера в театър Ел Капитан в Лос Анджелис на 19 ноември 1995 г., а на 22 ноември излиза по кината в Северна Америка. Още през първия си уикенд оглавява боксофис класацията и впоследствие събира над 373 милиона долара в световен мащаб, превръщайки се във втория най-касов филм за 1995 година. Филмът получава възторжени отзиви от критиците, които хвалят техническите иновации в анимацията, сценария, музиката на Ранди Нюман, универсалната му привлекателност за зрители от всички възрасти и актьорските озвучавания (особено на Том Ханкс и Тим Алън). В сайта за филмова критика Rotten Tomatoes има 100% положителен рейтинг. Често е определян като един от най-добрите анимационни филми, правени някога, а поради статута си на първия компютърно-анимационен пълнометражен филм — и като едно от най-значимите произведения както в историята на анимацията, така и на киното изобщо. Филмът получава три номинации за награда Оскар: за най-добър оригинален сценарий (първият анимационен филм, номиниран в тази категория), за най-добра оригинална песен – You've Got a Friend in Me, и за най-добра оригинална музика, както и специална награда на Академията за изключително постижение.
През 2005 г. Библиотеката на Конгреса избира филма за съхранение в Националния филмов регистър на САЩ, обявявайки го за „културно, исторически и естетически значим“. Успехът на Играта на играчките поставя началото на мултимедийна франчайз поредица, от която произлизат четири продължения, започвайки с Играта на играчките 2 (1999); спин-оф филмът Баз Светлинна година (2022); и множество късометражни филми. През 2009 г. филмът излиза отново по кината в 3D формат като част от двойна прожекция заедно с втория филм.

## Сюжет
Група разумни играчки, които се преструват на безжизнени, когато има хора наоколо, се подготвя за преместване в нов дом заедно със собственика си — малкия Анди Дейвис, неговата малка сестра Моли и тяхната самотна майка, госпожа Дейвис. Когато научават, че рожденият ден на Анди е преместен по-рано от очакваното, няколко от играчките — включително Господин Картоф, кучето Слинки, тиранозавър Рекс, прасенцето-касичка Хам и порцелановата кукла Бо Пийп — започват да се тревожат, че Анди може да получи нова играчка, която ще ги замени. За да ги успокои, шериф Уди — любимата играчка на Анди и техният неофициален лидер — изпраща Сержанта и неговите зелени войници да подслушват партито с помощта на бейбифон. Анди получава екшън фигурата Баз Светлинна година, който вярва, че е истински космически рейнджър и не подозира, че всъщност е играчка. Баз впечатлява останалите със своите високотехнологични функции и бързо се превръща в новата любима играчка на Анди, което провокира ревността на Уди.
Два дни преди преместването, семейството на Анди планира вечеря в „Планета Пица“. За да се увери, че Анди ще вземе него, а не Баз, Уди се опитва да събори Баз зад бюрото с дистанционно управлявана количка. Но по погрешка Баз е изблъскан през прозореца, а повечето играчки решават, че Уди умишлено го е елиминирал. Анди взема Уди със себе си, но Баз го настига в колата и му се нахвърля. В суматохата двамата изпадат от колата и остават изоставени; след нова разпра се качват тайно на камиона за доставки на „Планета Пица“.
В заведението Баз сбърква автомат с играчки на извънземни за ракета и се вмъква вътре, а Уди го последва. Садистичният съсед на Анди — Сид Филипс — ги взима от автомата и ги отнася в дома си, където срещат кучето му Скат и неговите „мутанти“ — играчки, сглобени от части на други унищожени играчки.
Баз вижда телевизионна реклама за себе си и изпада в екзистенциална криза, осъзнавайки, че е просто играчка. Опитва се да полети, но пада и откъсва ръката си. След като „мутантите“ поправят Баз, Сид го залепва за фойерверка, с която възнамерява да го взриви на следващия ден. През нощта Уди помага на Баз да осъзнае, че неговата истинска цел е да прави Анди щастлив, което му връща вярата. На следващата сутрин Сид изнася Баз, за да го взриви, но Уди мобилизира мутантите, които оживяват пред очите на Сид и го плашат до степен, че никога повече не посяга на играчки.
Освободени, Уди и Баз подгонват камиона за преместване на семейство Дейвис, но Скат напада Уди. Баз остава да се бори с кучето, докато Уди се качва в камиона и пуска дистанционно управляваната количка да го спаси. Останалите играчки смятат, че Уди отново се опитва да се отърве от някого, и го изхвърлят от камиона. Когато Уди и Баз ги догонват с количката, другите играчки разбират грешката си. Батериите на количката свършват, затова Уди запалва фойерверка, прикрепен към Баз. Баз разтваря крилете си и къса лепенката точно преди ракетата да избухне; двамата с Уди се плъзват през люка на колата на госпожа Дейвис и кацат вътре невредими.
Когато в новия дом играчките подслушват разопаковането на коледните подаръци, Господин Картоф се радва, че Моли получава Госпожа Картоф. Уди и Баз се шегуват какъв подарък би могъл да е „по-лош“ от Баз, но нервно се усмихват един на друг, когато Анди получава истинско дакелче.

## Актьорски състав
- Том Ханкс – Уди, каубойска дърпана играчка, любимец на Анди.
- Тим Алън – Баз Светлинна година, екшън фигура на космически рейнджър, втората любима играчка на Анди и съперник на Уди, който по-късно му става най-добър приятел.
- Дон Рикълс – Господин Картоф, цинична играчка с форма на картоф, с разположими части по тялото.
- Джим Варни – Кучето Слинки, играчка дакел с пружинено тяло и заместник на Уди.
- Уолъс Шон – Рекс, нервна зелена играчка на тиранозавър.
- Джон Раценбъргър – Хам, остроумно прасенце-касичка.
- Ани Потс – Бо Пийп, порцеланова играчка на овчарка и романтичен интерес на Уди.
- Джон Морис – Анди Дейвис, собственикът на играчките
- Ерик фон Детен – Сид Филипс, съсед на Анди и побойник, който унищожава играчки за забавление.
- Лори Меткалф – Госпожа Дейвис, самотната майка на Анди и Моли.
- Роналд Лий Ърми – Сержант, водач на голяма група пластмасови зелени войници.
- Сара Фрийман – Хана Филипс, дружелюбната по-малка сестра на Сид.
- Пен Джилет – Говорителят в телевизионната реклама за Баз Светлинна година.
- Джеф Пиджън – Играчки на извънземни от автомата в „Планета Пица“.
- Мики Макгоуън – Госпожа Филипс, непоказаната майка на Сид и Хана.

## Производство

### Разработка
Първият досег на Джон Ласитър с компютърната анимация е по време на работата му като аниматор в Уолт Дисни Фичър Анимейшън, когато двама негови приятели му показват сцената със „светлинните мотоциклети“ от Трон. Това се оказва отварящо очите преживяване, което пробужда у Ласитър интереса към възможностите, които предлага новата медия на компютърно-генерираната анимация. Ласитър се опитва да предложи Храбрият малък тостер като изцяло компютърно анимационен филм на Дисни, но идеята е отхвърлена и Ласитър е уволнен. След това започва работа в Лукасфилм и през 1986 г. става един от основателите на Пиксар. Същата година студиото е закупено от предприемача и съосновател на Епъл – Стив Джобс. В Пиксар Ласитър създава късометражни компютърно анимационни филми, които демонстрират възможностите на компютъра Пиксар Имидж. През 1988 г. Ласитър продуцира късометражния филм Ламаринено човече, разказан от гледната точка на играчка, в чест на любовта му към класическите играчки. Филмът печели Оскар през 1989 г. за най-добър късометражен анимационен филм – първият компютърно-генериран филм с такава награда.
Ламаринено човече привлича вниманието на Дисни и новото ръководство – изпълнителният директор Майкъл Айснер и председателят на филмовия отдел Джефри Каценберг – се опитват да върнат Ласитър обратно. Благодарен за доверието на Джобс, Ласитър усеща, че е длъжен да остане в Пиксар, казвайки на съоснователя Ед Катмъл: „Мога да отида в Дисни и да бъда режисьор, или да остана тук и да направя история“. Каценберг разбира, че не може да върне Ласитър обратно, и започва да подготвя споразумение за партньорство с Пиксар за създаване на филм. До този момент Дисни винаги създава всичките си филми като вътрешни продукции на студиото и отказва да промени това. Но когато Тим Бъртън, бивш служител на Дисни, иска да изкупи обратно правата върху Кошмарът преди Коледа, студиото сключва сделка, която му позволява да направи филма като продукция на Дисни извън студиото. Това открива възможност пред Пиксар да създаде свои филми извън Дисни.
И двете страни проявяват желание. Едуин Катмул и съоснователят на Пиксар Алви Рей Смит отдавна мечтаят да продуцират пълнометражен филм с компютърна анимация, но едва в началото на 90-те години компютрите стават достатъчно евтини и мощни, за да направят това възможно. Освен това, Дисни лицензира системата за компютърна анимация на Пиксар – Компютър Анимейшън Прадакшън Систем (КАПС), и става най-големият клиент за компютрите на компанията.
Катмул, Смит и ръководителят на анимацията Ралф Гугенхайм се срещат с президента на Уолт Дисни Фичър Анимейшън Питър Шнайдер през лятото на 1990 г., за да обсъдят създаването на филм, но атмосферата на срещата се оказва объркваща и напрегната. По-късно разбират, че докато Каценберг подкрепя идеята за съвместна работа с Пиксар, Шнайдер не иска да въвежда в процеса студио, което не е част от компанията. Каценберг организира директна среща с екипа на Пиксар, този път с участието и на Ласитър и Джобс. Пиксар предлага коледна телевизионна програма като първа стъпка, но Каценберг отвръща, че щом така или иначе ще преминават от 30-секундни реклами към половинчасов специален проект, може направо да направят пълнометражен филм.
Каценберг също така ясно показва, че основната му цел е достъп до таланта на Ласитър, и че екипът на Пиксар ще трябва да работи с човек, който сам се описва като „тиран“ и микромениджър. Въпреки това, той кани екипа да разговаря с аниматорите на Дисни и да чуе мнението им за работата с него, и Ласитър остава впечатлен от чутото. Започват преговори между двете компании, въпреки разногласията по ключови точки – дали Дисни ще получи правата върху анимационните технологии на Пиксар, или Пиксар ще запази частична собственост върху филмите, героите, домашното видео и правата за продължения. Тъй като Пиксар е на ръба на фалита и отчаяно се нуждае от финансиране, те се съгласяват на сделка, при която Дисни ще има пълна собственост и контрол върху филмите и героите, включително правото да прави продължения без участието на Пиксар, а Пиксар ще получава около 12.5% от приходите от билети. Тези ранни преговори се превръщат в източник на напрежение между Джобс и Айснер в продължение на години.
Постига се споразумение за създаване на пълнометражен филм, базиран на Ламаринено човече, с работно заглавие Играта на играчките, и производството започва скоро след това.

### Сценарий
Първоначално Играта на играчките трябва да включва Тини – навиващата се играчка от късометражния филм Ламаринено човече, и куклата. Макар че сюжетът остава съсредоточен върху желанието на играчките да бъдат играни от деца, останалата част от сценария е доста различна – Тини е изоставен на бензиностанция, среща куклата и двамата преживяват серия от приключения, докато не попадат в детска градина, където с тях може да се играе всеки ден. Каценберг не е доволен от варианта на сценария, написан от Ласитър, Андрю Стантън и Пийт Доктър, тъй като мотивите на двамата герои са прекалено сходни. Вместо това, той ги насърчава да го пренапишат като „приятелски филм“, с контрастиращи характери и приятелство, изградено чрез необходимостта да работят заедно. През септември 1991 г. Ласитър, Стантън и Доктър представят преработена версия, която много повече прилича на крайния филм: Тини заменя куклата като любимата играчка на детето, караниците между героите водят до това, че ги забравят на бензиностанция, почти догонват семейството в пицария, бягат от дете, което тормози играчки, а филмът завършва с динамична сцена, в която играчките се опитват да настигнат камиона за преместване.
Сценарият претърпява много промени, преди да достигне финалната си форма. Ласитър решава, че Тини е „твърде остарял“; първоначално героят е променен на военна екшън-фигура в стила на Джи Ай Джо, а след това му е придаден космически облик. Името на Тини се променя последователно на Лунар Лари, после Темпус от Морф, и накрая става Баз Светлинна година – вдъхновено от астронавта Бъз Олдрин. Дизайнът на Светлинна година е базиран на скафандрите на астронавтите от мисиите Аполо, както и на екшън-фигурите Джи Ай Джо. Зелената и лилавата цветова схема на костюма е вдъхновена от любимите цветове на Ласитър и съпругата му Нанси – съответно зелено и лилаво. Уди е вдъхновен от кукла на Каспър – Доброто духче, която Ласитър имал като дете. Това продължава до момента, в който дизайнерът на персонажи Бъд Лъки предлага Уди да бъде каубойска кукла. Ласитър харесва контраста между уестърн и научна фантастика и героят моментално е променен. В крайна сметка всички излишни елементи са премахнати. Името „Уди“ обаче е запазено в чест на уестърн актьора Уди Строуд. Екипът от сценаристи черпи вдъхновение от филми като Среднощно препускане и Странната двойка, а Ласитър прожектира Лапута: Замъкът в небето на Хаяо Миядзаки за допълнително вдъхновение.
Тъй като сценаристите на Играта на играчките имат малко опит с пълнометражни филми, те посещават семинар на сценариста Робърт Маки. Те се вдъхновяват от неговите насоки, базирани на Поетиката на Аристотел – че главният герой в историята трябва да се дефинира чрез това как реагира на трудностите, които среща, и че именно тези препятствия правят героите интересни. Дисни също така ангажира Джоел Коен и Алек Соколов, а по-късно и Джос Уидън, за да помогнат с разработката на сценария. Уидън смята, че макар сценарият да не работи напълно, структурата му е отлична. Той добавя героя Рекс и търси ключова роля за куклата Барби; последната в крайна сметка се трансформира в Бо Пийп, тъй като Мател отказва да лицензира образа на Барби. Уидън също така преосмисля героя на Баз Светлинна година – от самосъзнателна, но леко глуповата играчка към фигура, която не знае, че е играчка – откровение, което променя целия филм. В мозъчна атака с екипа на Дисни Анимейшън се ражда идеята за трите малки извънземни с три очи и писукащ звук.
Играта на играчките е първият анимационен филм, за който предварителните гласови реплики се записват изцяло за всички части на филма, преди да бъдат заменени с финалния продукционен звук. Дотогава анимационните студиа нямат ясен ред кога и как да записват гласовете – понякога директно започват с продукционен звук, без предварителни реплики. Например през 80-те години Дисни Анимейшън експериментира с това да записва продукционния звук наведнъж за целия филм, преди да е започнала анимацията, и без предварителни гласове.

### Кастинг
Каценберг одобрява сценария на 19 януари 1993 г., след което започва озвучаването и изборът на актьори. Пол Нюман, който по-късно приема ролята на Док Хъдсън в Колите (2006), е сред обсъжданите за ролята на Уди. Ролята е предлагана и на Робин Уилямс и Клинт Истууд, но Ласитър винаги настоява Том Ханкс да озвучи героя. Ласитър твърди, че Ханкс „има способността да изразява емоции така, че да бъдат привлекателни. Дори когато героят, както в Тяхната собствена лига, е паднал духом и отблъскващ“. За да прецени дали гласът на даден актьор подхожда на персонаж, Ласитър използва познат метод от практиката на Дисни – анимира монолог на добре познат актьор, за да свърже гласа с изражението и действията на героя. Това ранно тестово видео, използващо реплики на Ханкс от Търнър и Хуч, убеждава актьора да приеме ролята.
Били Кристъл получава предложение да озвучи Баз Светлинна година, като му е даден монолог, базиран на диалог от Когато Хари срещна Сали. Въпреки това, той отказва ролята, мислейки, че филмът няма да пожъне успех заради компютърната си анимация. По-късно съжалява, след като гледа филма, и приема ролята на Майк Вазовски в Таласъми ООД (2001). Освен Кристъл, за ролята на Баз са разглеждани още Бил Мъри, Чеви Чейс и Джим Кери, както и редица други актьори – Джейсън Алекзандър, Дан Акройд, Матю Бродерик, Кевин Костнър, Майкъл Джей Фокс, Ричард Гиър, Дейвид Хаселхоф, Майкъл Кийтън, Уейн Найт, Бил Пакстън, Денис Куейд, Кърт Ръсел, Адам Сандлър и Джон Траволта. Ласитър предлага ролята на Тим Алън, който по това време участва в Подобрения в дома на Дисни, и той я приема. По-късно Кристъл признава в интервю, че не би бил подходящ за ролята на Баз, и че Алън е „фантастичен“ за нея. Преди да бъдат избрани Уолъс Шон и Джим Варни за гласовете на Рекс и Слинки, първоначално за ролите са обсъждани Рик Моранис и Джон Клийз.
За ролята на Анди Пиксар организира кастинг с отворени прослушвания за момчета, като условието е всяко дете да донесе една играчка. Джон Морис (гласът на Анди във филма) донася цяла колекция от играчки – 45 фигурки от Х-Мен, което противоречи на инструкциите, и при изсипването им екипът на Пиксар избухва в смях.
Играта на играчките е първият анимационен филм както за Ханкс, така и за Алън, и двамата записват репликите си заедно, за да се улови автентична химия и реалистично взаимодействие между героите им.

### Спиране на производството
На всеки няколко седмици Ласитър и екипът му показват на Дисни най-новите сторибордове или кадри. От Дисни са впечатлени от техническите иновации на Пиксар, но много по-малко — от сюжета. Каценберг отхвърля повечето идеи от сценария на Пиксар и предоставя свои обширни бележки. Основното му изискване е да се добави „повече острота“ в характерите на двамата главни герои, тъй като Дисни иска Играта на играчките да се хареса както на деца, така и на възрастни, и настоява във филма да се включат препратки за по-зряла публика. В резултат героите губят обаянието си, а Ханкс, докато записва репликите на Уди за монтираното видео, посочва, че образът на Уди е превърнат в „истински гадняр“. Пиксар прожектира първата половина на филма пред ръководството на Дисни на 19 ноември 1993 г. — събитие, което впоследствие получава прозвището „инцидентът Черен петък“. Резултатът е катастрофален, а ръководителят на пълнометражната анимация на Дисни, Питър Шнайдер, спира продукцията. Каценберг пита колегата си Томас Шумахер защо лентата е толкова слаба, а Шумахер отговаря: „Защото това вече не е техният филм; няма нищо общо с онова, което Джон искаше да направи“.
Ласитър се срамува от състоянието, в което се намира проектът, и по-късно си спомня: „Това беше история, пълна с най-нещастните, най-злобни герои, които някога съм виждал“. Каценберг му позволява да върне сценария обратно в Пиксар за пренаписване, а продукционният екип се пренасочва към работа по телевизионни реклами, докато главните сценаристи преработват сюжета. През този период производството се финансира лично от Стив Джобс, докато Дисни възобновява проекта. Макар че Ласитър се опитва да поддържа духа висок с оптимизъм, ръководителят на сториборд отдела Би Зи Петров описва този период като „много страшно време“. Шнайдер дори се обръща директно към Айзнер с искане проектът да бъде напълно прекратен. Стантън и останалите от сценарнисти се мобилизират и с помощта на консултанти като Джос Уидън подготвят първите нови страници от сценария само за две седмици — както обещават.
Сценарият на Пиксар се преработва в рамките на три месеца, като образът на Уди се трансформира от тиранин в мъдър лидер. Добавя се и среща на играчките със значително по-зряло съдържание вместо инфантилната дискусия от по-ранните версии. Героят на Баз Светлинна година също е променен, за да стане напълно ясно за зрителя, че той наистина не знае, че е играчка. Каценберг и Шнайдер възобновяват продукцията с новия сценарий през февруари 1994 г., а актьорите се връщат месец по-късно, за да запишат новите си реплики. Екипът нараства от 24 до 110 души, сред които вече има 27 аниматори и 22 технически ръководители. За сравнение, Цар лъв, излязъл през 1994 г., изисква екип от 800 души. В началната фаза на бюджетиране Джобс настоява филмът да бъде реализиран възможно най-икономично, впечатлявайки Каценбeрг със стремежа си към икономии. Но първоначалният бюджет от 17 милиона долара вече не е достатъчен, и Джобс изисква допълнително финансиране от Дисни като компенсация за времето, загубено в пренаписване по бележките на Каценберг. Катмул успява да постигне компромис за нов бюджет, но този инцидент кара Джобс сериозно да преосмисли партньорството с Дисни.

### Анимация
Нямаше как да направим този филм с традиционна анимация. Това е история, която наистина може да бъде разказана само чрез триизмерни герои-играчки. ... Някои от кадрите във филма са толкова красиви.
Наемането на аниматори за Играта на играчките върви бързо; магнитът за таланти не е заплащането, което е средно, а привлекателността да се участва в първия пълнометражен компютърно анимационен филм. Ласитър споделя за предизвикателствата на компютърната анимация: „Трябваше да направим всичко да изглежда по-органично. Всяко листо и стрък трева трябва да бъдат създадени. Трябваше да придадем на света усещане за история. Така че вратите са нащърбени, а подовете – надраскани“. Филмът започва с анимирани раскадровки, които насочват аниматорите при разработването на героите. По филма работят 27 аниматори, използвайки 400 компютърни модела за анимиране на персонажите. Всеки герой първо се създава или от глина, или по компютърно генерирана диаграма, преди да достигне до своя окончателен компютърно анимационен дизайн.
След като аниматорите получават модел, се кодира неговата артикулация и контролите за движение; това позволява на героя да се движи по различни начини – да говори, ходи или скача. От всички герои най-сложен се оказва Уди – той изисква 723 контролни точки за движение, включително 212 за лицето и 58 за устата. Първият сегмент анимация – 30-секунден тест – се доставя на Дисни през юни 1992 г., когато компанията иска мостра на това как ще изглежда филмът. Ласитър цели да впечатли Дисни с няколко елемента, които не могат да се постигнат с традиционна, ръчно рисувана анимация – като жълтата риза на Уди с червени райета, отраженията в шлема на Бъз, стикерите по неговия скафандър или сенките от щори във върху стаята на Анди.
По продукцията работят осем екипа, всеки отговорен за различни аспекти от кадрите. Арт отделът определя общата цветова и светлинна схема. Отделът за оформление позиционира всички елементи в кадъра и програмира позицията и движенията на виртуалната камера. Анимационният отдел създава движенията на героите, като обикновено един аниматор анимира цял кадър, но понякога за всеки герой се назначава отделен аниматор. Екипът по текстури използва софтуера РендерМанна Пиксар, за да придаде повърхностни текстури и свойства на отражение на обектите. Екипът по осветление добавя глобално, спот и прожекторно осветление в сцените. Отделът по рендеринг използва компютри на Сън Микросистемс, които работят денонощно, за да генерират финалните кадри на филма. Операторският екип записва готовите кадри, рендерирани в резолюция 1536 на 922 пиксела, върху филмова лента. Накрая Скайуокър Саунд смесва звуковите ефекти, музикалната партитура и диалозите, за да създаде финалния звук на филма.
С цел филмът да се усеща възможно най-реалистичен, отделът за оформление, воден от Крег Гуд, избягва типичните за компютърна анимация „летящи“ камери и вместо това се стреми да подражава на движенията, възможни при заснемане с реална филмова камера. Отдел по анимация, воден от Рич Куейд и Аш Бранън, използва софтуера Менв на Пиксар, за да позира ръчно героите в ключови кадри, като се базира на видеозаписи на актьорите, докато записват репликите си, а софтуерът запълва междинните позиции. За да синхронизират устните и израженията на героите с гласовете на актьорите, аниматорите работят по една седмица за всеки осем секунди анимация, тъй като Ласитър смята, че автоматичната синхронизация на устните не предава адекватно емоциите на героите. Екипът по текстуриране, ръководен от Том Портър, използва сканирани реални обекти, както и текстури, рисувани от художници или създадени чрез процедурни алгоритми, за да „облекат“ обектите във филма.
Филмът изисква 800 000 машинни часа и 114 240 кадъра анимация, разпределени в 1561 кадъра, които общо надхвърлят 77 минути. Пиксар успява да рендерира под 30 секунди от филма на ден.

### Музика
Ласитър не иска Играта на играчките да бъде мюзикъл, тъй като смята, че това ще направи филма по-малко искрен. По-късно Джос Уидън се съгласява с него, като казва: „Щеше да е наистина лош мюзикъл, защото това е филм за приятелство. Става дума за хора, които не могат дори да признаят какво искат – камо ли да пеят за това. Филмите за приятели са за потиснати чувства, за удряне по рамото и „Мразя те!“ – не за открити емоции“. Дисни обаче предпочита филмът да е мюзикъл, тъй като вече има голям успех с включването на бродуейска музика  в своите анимации, и насърчава Пиксар да поеме по същия път. Като компромис се решава героите да не пеят, но във филма да се включат недиегетични песни (т.е. музика, която героите не чуват, а звучи за зрителя като фон). Въпреки че това не се реализира напълно в първия филм, първият истински музикален номер се появява в края на Играта на играчките 2 (1999), а Играта на играчките: Мюзикълът (2012) става първата версия на оригиналната история, в която героите действително пеят.
Ранди Нюман е нает за композитора и създава три оригинални песни за филма. Това е първата му филмова музика, написана за анимационен филм. Най-емблематичната песен – You've Got a Friend in Me – е написана само за един ден. Песента Хакуна Матата от Цар лъв се чува за кратко по време на кулминацията, когато Уди и Бъз се опитват да стигнат до камиона, яздейки дистанционно управляваната количка. По думите на Ласитър: „Неговите песни са трогателни, остроумни и сатирични, и дават емоционалната основа на всяка сцена“. Саундтракът на Играта на играчките е продуциран от Уолт Дисни Рекърдс и излиза на 22 ноември 1995 г., в седмицата на премиерата на филма.

### Монтаж и подготовка преди премиерата
Монтажистите на филма, включително Лий Ънкрич, работят по Играта на играчките до крайния срок през септември 1995 г., за да доставят окончателна версия за музикалното оформление и звуковия дизайн. Според Ънкрич, сцена, която е била премахната от първоначалната финална версия, показва Сид как жестоко измъчва Баз и Уди в дома си, преди сцената, в която Сид разпитва Уди с лупа. Тази сцена с изтезанията е премахната, защото екипът смята, че към този момент публиката е толкова ангажирана с героите на Баз и Уди, че би било неприятно да ги гледа, подложени на такава жестокост. Друга сцена, в която Уди се опитва да привлече вниманието на Баз, докато той е затворен в кашона, докато неискрено се извинява, че случайно го е изхвърлил през прозореца, е съкратена, защото създателите смятат, че това би намалило динамиката на филма. Тестова прожекция през юли 1995 г. получава окуражаващи реакции от публиката, но филмът не е оценен толкова високо, колкото се е очаквало, което води до още един последен кръг на редакции. Айснер, който присъства на прожекцията, предлага финалният кадър на филма да включва и двамата – Уди и Баз, което води до крайния кадър, в който двамата се тревожат за пристигането на новото кученце на Анди.
Екипът има трудности да анализира качеството на филма, тъй като заснетият материал е разпокъсан на парчета. Някои аниматори смятат, че филмът може да бъде значително разочарование на пазара, но вярват, че аниматорите и феновете на анимацията ще го намерят за интересен. Шнайдер става все по-оптимистичен за филма с приближаването на завършването му и обявява датата за излизане в Съединените щати през ноември, съвпадаща с уикенда на Деня на благодарността и началото на зимния празничен сезон.
Източници показват, че Джобс първоначално няма увереност във филма по време на продукцията и разглежда възможността да продаде Пиксар на компании като Холмарк Кардс и Майкрософт. Въпреки това, с напредването на филма, Джобс, подобно на Шнайдер, става все по-запален по проекта и трансформиращия потенциал, който Пиксар може да постигне. Желайки Пиксар да има средствата да преговаря с Дисни като равноправен партньор и оптимистично настроен за въздействието на готовия филм, Джобс решава да организира първично публично предлагане на Пиксар само седмица след ноемврийската премиера на филма.

## Премиера
И Дисни, и Пиксар организират отделни премиери на Играта на играчките. Дисни провежда своята на 19 ноември 1995 г. в знаковия театър Ел Капитан в Лос Анджелис, а Пиксар — на следващата вечер в Риджънси Сентър в Сан Франциско. Според книгата на Дейвид Прайс от 2008 г. Докосването на Пиксар, филмът силно докосва публиката, като дори възрастните видимо се трогват от него.
В някои международни територии киноразпространението на филма се предшества от повторно излъчване на късометражен филм с участието на заека Роджър.
Освен че се прожектира в Ел Капитан, където билетите включват и вход за атракцион, специално изграден от Дисни в съседния Холивудски масонски храм, филмът излиза на 2281 екрана на 22 ноември и по-късно се разширява до 2574.
Филмът се показва и извън конкурсната програма на Берлинския международен кинофестивал между 15 и 26 февруари 1996 г. В други страни излиза през март 1996 г.

### Маркетинг
Маркетинговата кампания за Играта на играчките включва 20 милиона долара, похарчени от Дисни за реклама, както и допълнителни 125 милиона долара, инвестирани в промоции от рекламодатели като Бъргър Кинг, ПепсиКо, Кока-Кола и Пейлес. Маркетинговият консултант Ал Райс коментира кампанията така: „Това ще бъде убийствена сделка. Как едно дете, което гледа час и половина филм с армия от разпознаваеми играчки, няма да иска да притежава поне една?“. Въпреки това, Дисни Консюмър Продъктс първоначално не разпознава потенциала на Играта на играчките. Когато през януари 1995 г. е обявена датата за премиерата около Деня на благодарността, много компании за играчки, свикнали с подготовка от 18 месеца до две години, отказват участие в проекта. Дисни представя филма на търговско изложение на играчки през февруари 1995 г., където само малка канадска компания проявява интерес да лицензира правата за производство на играчки с героите от филма. Дисни рекламира филма чрез включване на трейлъра му в преиздаденото на домашно видео Пепеляшка, излъчване на документален филм „зад кулисите“ по Дисни Ченъл и включване на героите във фестивално шествие в увеселителния парк Дисни-Ем Джи Ем Студиос във Флорида.
Идеята Барби да бъде герой, който спасява Уди и Баз в последното действие на филма, идва от сценариста Джос Уидън. Тя обаче отпада, след като Мател отказва да лицензира куклата. Продуцентът Ралф Гугенхайм обяснява, че Мател не позволява използването на Барби, тъй като „философията им беше, че момичетата, които играят с кукли Барби, проектират собствената си личност върху тях. Ако на куклата ѝ се даде глас и тя бъде анимирана, ѝ се създава персонаж, който може да не съвпада с мечтите и желанията на всяко момиче“. Хасбро също отказва да лицензира Джи Ай Джо (главно защото героят Сид щял да го взриви), което кара създателите да използват измислена играчка. Все пак, компанията лицензира използването на Господин Картоф. Единствената реална играчка във филма, която по това време не е в производство, е Слинки, спрян още през 70-те години. Когато дизайните на Слинки са изпратени на Бети Джеймс (съпруга на изобретателя на Слинки, Ричард Джеймс), тя казва, че Пиксар са подобрили играчката и че е „по-сладка“ от оригинала.

### 3D преиздание
На 2 октомври 2009 г. Играта на играчките излиза отново в кината в Дисни Диджитал 3D формат. Филмът се прожектира заедно с Играта на играчките 2 като двоен киноспектакъл за ограничен период от две седмици, който впоследствие се удължава поради големия успех. Освен това, и третото продължение на филма — Играта на играчките 3 — излиза в 3D формат. Джон Ласитър коментира новото 3D преиздание така:

Филмите и героите от Играта на играчките винаги ще заемат специално място в сърцата ни и сме изключително развълнувани, че можем да върнем този емблематичен филм отново пред публиката, този път чрез най-новата 3D технология. С оглед на това, че Играта на играчките 3 се оформя като още едно голямо приключение за Баз, Уди и цялата компания от стаята на Анди, решихме, че ще бъде чудесно зрителите да преживеят първите два филма наново — и по съвсем нов начин.

Превеждането на филма в 3D формат изисква връщане към оригиналните компютърни данни и виртуално поставяне на втора камера във всяка сцена, за да се създадат левият и десният зрителен ъгъл, нужни за възприемането на дълбочина. Процесът, уникален за компютърната анимация, Джон Ласитър нарича „дигитална археология“. Конвертирането отнема четири месеца, като допълнително се влагат още шест месеца работа за двата филма, за да се добави 3D ефектът. Главният стереограф Боб Уайтхил ръководи процеса и се стреми 3D ефектът да служи на емоционалното въздействие на разказа:

Когато разглеждах филмите в цялост, търсех сюжетни поводи да използвам 3D по различен начин. В Играта на играчките, например, когато играчките са сами в техния свят, исках това да се усеща като по-сигурна среда. Но когато навлизат в човешкия свят, именно тогава наистина разгръщах 3D ефектите, за да изглежда опасно, дълбоко и зашеметяващо.

За разлика от други страни, Обединеното кралство получава филмите в 3D като отделни издания. Играта на играчките излиза на 2 октомври 2009 г., а Играта на играчките 2 — на 22 януари 2010 г. Преизданието се представя добре в боксофиса, откривайки с 12,5 милиона долара през първия си уикенд и заема трета позиция след Земята на зомбитата и Облачно с кюфтета. Двойният киноспектакъл събира общо 30,7 милиона долара за петседмичното си излъчване.

### Преиздание по случай 100-годишнината на Дисни
Като част от честванията по повод 100-годишнината на Дисни, Играта на играчките излиза отново в избрани киносалони в периода от 21 юли до 3 август 2023 г., както и в кината във Великобритания от 29 септември до 5 октомври, а в Латинска Америка се прожектира от 12 до 18 октомври заедно с Пепеляшка.

### Домашна употреба
Играта на играчките излиза за първи път на VHS и Laserdisc в САЩ и Канада на 29 октомври 1996 г., без допълнителни бонус материали. В рамките на първите седмици от издаването приходите от наеми и продажби на VHS достигат 5,1 милиона долара, което прави филма най-продаваното видео заглавие, изпреварвайки Туистър. За първата година са продадени над 21,5 милиона VHS копия. На 18 декември 1996 г. излиза и 4-дисков LaserDisc комплект с богати бонус материали, включително история на героите, сторибордове и изтрити сцени.
На 11 януари 2000 г. филмът е преиздаден на VHS като част от колекцията Златната колекция на Уолт Дисни с добавен късометражен филм, като това издание продава два милиона копия. Първото DVD издание излиза на 17 октомври 2000 г. като двоен пакет с Играта на играчките 2, а същия ден се появява и тридисков комплект, включващ двата филма и диск с бонус материали. По-късно двойният пакет излиза и като самостоятелен продукт, а всички тези издания са прибрани в Трезора на Дисни на 1 май 2003 г.
На 6 септември 2005 г. се появява 10-годишното юбилейно издание на DVD с две диска, специален документален филм с Джон Ласитър и нов DTS звук. Това издание също влиза в Трезора на Дисни на 31 януари 2009 г., заедно с Играта на играчките 2, и е последното издание преди временното оттегляне на филмите от пазара. На същия ден излиза и версия за Сони Плейстейшън Портъбъл с изтрити сцени и нови специални материали.
Първото Blu-ray издание на Играта на играчките излиза на 23 март 2010 г. като специален комбо пакет, включващ Blu-ray и DVD версии, заедно с продължението. DVD версията е преиздадена отделно на 11 май 2010 г. По-късно същата година излиза нов комплект, обединяващ комбо изданията на трите филма. На 1 ноември 2011 г. трите филма са преиздадени заедно като комплекти DVD/Blu-ray/Blu-ray 3D/Digital Copy, а също така и като Blu-ray 3D трилогия. Филмът получава и 4K Ultra HD Blu-ray издание на 4 юни 2019 г.

## Прием

### Боксофис
Да, тревожим се какво ще кажат критиците. Да, тревожим се какъв ще бъде боксофисът в откриващия уикенд. Да, тревожим се и за крайния резултат. Но всъщност цялата причина, поради която правим това, което правим, е да забавляваме публиката. Най-голямата радост за мен като режисьор е да се вмъкна анонимно в киносалон и да гледам как хората гледат нашия филм. Защото хората са на 100 процента искрени, когато гледат кино. И да видя радостта по лицата им, да видя как наистина се потапят в нашите истории… за мен това е най-голямата награда, която мога да получа.
Преди излизането на филма изпълнителният продуцент и съосновател на Епъл Стив Джобс заявява: „Ако Играта на играчките е с умерен успех — примерно с приходи от 75 милиона долара на боксофиса, ние [Пиксар и Дисни] ще излезем на печалба. Ако събере 100 милиона, ще спечелим. Но ако е истински блокбъстър и реализира около 200 милиона долара, ще спечелим добре, а Дисни ще спечели много пари“. При излизането си на 22 ноември 1995 г., филмът реализира приходи над 350 милиона долара в световен мащаб. Председателят на Дисни Майкъл Айснер казва: „Не мисля, че някоя от страните е очаквала Играта на играчките да се представи толкова добре. Технологията е брилянтна, кастингът е вдъхновен и мисля, че историята ще докосне хората. Повярвайте ми, когато се съгласихме да работим заедно, никой не мислеше, че първият ни общ филм ще бъде празничният ни филм за 1995 г. или че те ще излязат на борсата благодарение на него“.
Първите пет дни от излизането на филма в САЩ (през уикенда на Деня на благодарността) получава приходи от 39,1 милиона долара. Освен това филмът събира общо 158,6 милиона долара от продажби на билети. Този рекорд остава непроменен до следващата година, когато е подобрен от Денят на независимостта. Филмът заема първо място по приходи за уикенда с 29,1 милиона долара и запазва първата позиция на вътрешния пазар още два уикенда. В четвъртия уикенд е изместен от Джуманджи, но все пак успява да изпревари Жега и Сабрина с приходи от 10,9 милиона долара. Играта на играчките става най-касовият филм в САЩ за 1995 г., изпреварвайки Батман завинаги, Аполо 13, Покахонтас, Каспър, Воден свят, Златното око и други филми. Към момента на излизането си е третият най-касов анимационен филм на всички времена, след Цар лъв (1994) и Аладин (1992). Играта на играчките става вторият най-касов филм за 1995 г., с приходи само с 3 милиона долара по-малко от Умирай трудно 3. От оригиналното издание през 1995 г. и трите преиздавания филмът реализира общи приходи от 223,2 милиона долара в САЩ и Канада и 171,2 милиона долара на международния пазар, с общо 394,4 милиона долара по света. Към момента на излизането си филмът е 17-ият най-касов филм в САЩ (без корекция за инфлация) и 21-ият най-касов филм в световен мащаб.

### Реакции на критиката
Играта на играчките получава рядко срещан рейтинг от 100% въз основа на 96 професионални рецензии в сайта за събиране на отзиви Rotten Tomatoes, със средна оценка 9.1/10. Критическият консенсус гласи: „Толкова забавен, колкото и иновативен, Играта на играчките вдъхва нов живот в анимацията и бележи появата на Пиксар като мощна семейно ориентирана сила“. Metacritic (който използва претеглена средна стойност) дава на филма 96 от 100 на база 26 рецензии, означаващо „универсално признание“. Зрителите, анкетирани от CinemaScore, му дават средна оценка A по скалата от A+ до F.
Филмът получава особено висока оценка за 3D анимацията си. Ленърд Клейди от Върайъти отбелязва „ослепителната техника и необичайния визуален стил“, като добавя, че „камерата се върти и приближава по зашеметяващ начин, който буквално спира дъха“. Роджър Ебърт от Чикаго Сън-Таймс сравнява анимацията с тази в Кой натопи Заека Роджър, като казва: „И двата филма разглобяват визуалната вселена на киното и я сглобяват отново, позволявайки ни да видим нещата по нов начин“. Благодарение на творческия си подход, Ричард Корлис от Тайм определя филма като „най-изобретателната комедия на годината“.
Гласовото озвучаване също получава широки похвали от критиката. Сюзън Влошчина от Ю Ес Ей Тъдей одобрява избора на Том Ханкс и Тим Алън за главните роли. Кенет Тюран от Лос Анджелис Таймс заявява: „Започвайки с Том Ханкс, който придава неоценима тежест и достоверност на Уди, Играта на играчките е едно от най-добре озвучените анимационни заглавия, които помним, с актьори, които ясно се открояват“.
Много рецензенти отбелязват и способността на филма да привлича различни възрастови групи. Оуен Глибърман от Ентъртейнмънт Уийкли пише: „Филмът притежава чистотата и свободата на въображението — отличителна черта на най-великите детски филми. В същото време има и игривост, пълна с препратки, която понякога забавлява възрастните дори повече от децата“.
През 1995 г. Тайм класира Играта на играчките на осмо място в списъка си с 10-те най-добри филма на годината. През 2011 г. същото списание го включва сред 25-те най-добри анимационни филма на всички времена. Емпайър поставя филма на 99-о място в списъка 500-те най-велики филма на всички времена, като го нарича „най-високо класираният анимационен филм“.
През 2003 г. Обществото на онлайн филмовите критици обявява Играта на играчките за „най-великия анимационен филм на всички времена“. През 2007 г. Обществото за визуални ефекти го класира на 22-ро място в списъка 50-те най-влиятелни визуално ефектни филма. Филмът заема 99-о място в списъка на Американския филмов институт за 100-те най-велики американски филма на всички времена. Той е един от само двата анимационни филма в този списък — другият е Снежанка и седемте джуджета (1937). В подкатегорията на АФИ за анимация Играта на играчките се класира на шесто място.
В по-ново време режисьорът Тери Гилиъм нарича филма „гениално произведение. Той накара хората да разберат какво представляват играчките. Те са верни на собствената си същност. И това е брилянтно. Има една сцена, която никога не съм забравил — когато Баз разбира, че е играчка. Седи на площадката на стълбището, а камерата се отдръпва, и той изглежда като мъничка фигурка. Само секунда по-рано беше с гигантско его... и това е зашеметяващо. Без колебание го слагам сред моите десет любими филма, точка“.

## В България
Играта на играчките е издаден през 2000-те години на VHS, озвучен на български език, разпространяван от Александра Видео.
На 22 март 2010 г. филмът е издаден в специално DVD издание и на Blu-Ray, разпространявани от A+Films.
Синхронен дублаж
| Роля                 | Изпълнител                                                                        |
| -------------------- | --------------------------------------------------------------------------------- |
| Шериф Уди            | Васил Бинев                                                                       |
| Баз Светлинна година | Мариан Маринов                                                                    |
| Бо Пийп              | Жоица Флорова                                                                     |
| Г-н Картоф           | Николай Николаев                                                                  |
| Слинки               | Румен Рачев                                                                       |
| Хам                  | Велико Иванов                                                                     |
| Рекс                 | Кирил Маричков                                                                    |
| Анди                 | Пламен Цветанов                                                                   |
| Сид                  | Веселин Ангелов                                                                   |
| Хана                 | Боряна Димитрова                                                                  |
| Други гласове:       | Таня Димитрова Гергана Маринова Симеон Викторов Стефан Младенов Мирослав Цветанов |

Музика
| Песен                                                           | Изпълнител  |
| --------------------------------------------------------------- | ----------- |
| Имаш приятел ти С мен стават странни неща Земята е вече мой дом | Валди Тотев |

Екип
| Обработка                       | Балкан Филм Синхрон (2000)                |
| ------------------------------- | ----------------------------------------- |
| Изпълнителен продуцент Превод   | Венета Янкова                             |
| Редактори                       | Наталия Пенева Цветелина Николова         |
| Музикален режисьор              | Кирил Маричков                            |
| Превод на песните               | Румен Шопов                               |
| Звукозапис                      | Сохо Продукция: Борис Траянов и Юри Хинов |
| Режисьор на дублажа             | Елена Попова                              |
| Продуцент на българската версия | Disney Character Voices International     |